# Potahová stezka

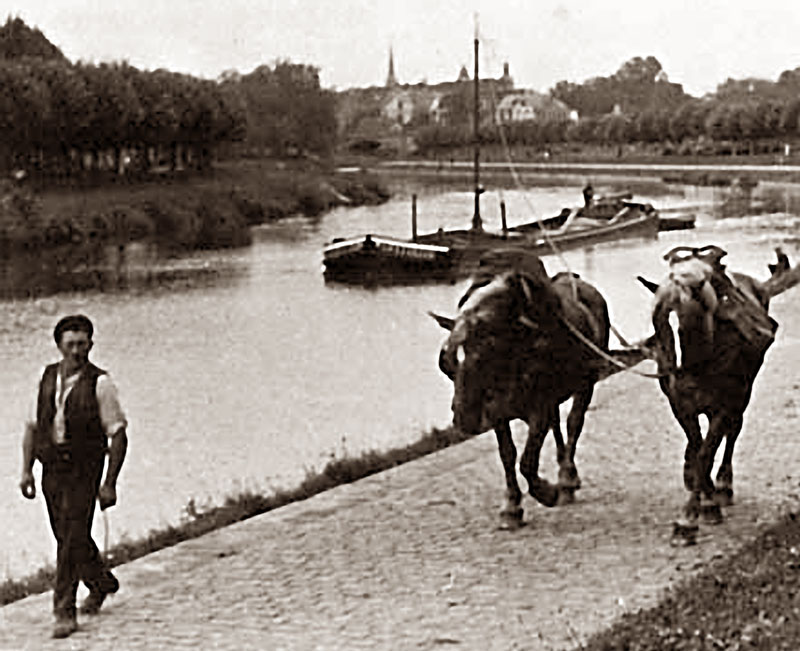
Koně táhnou loď na braniborském kanálu Finowkanal, konec devatenáctého století

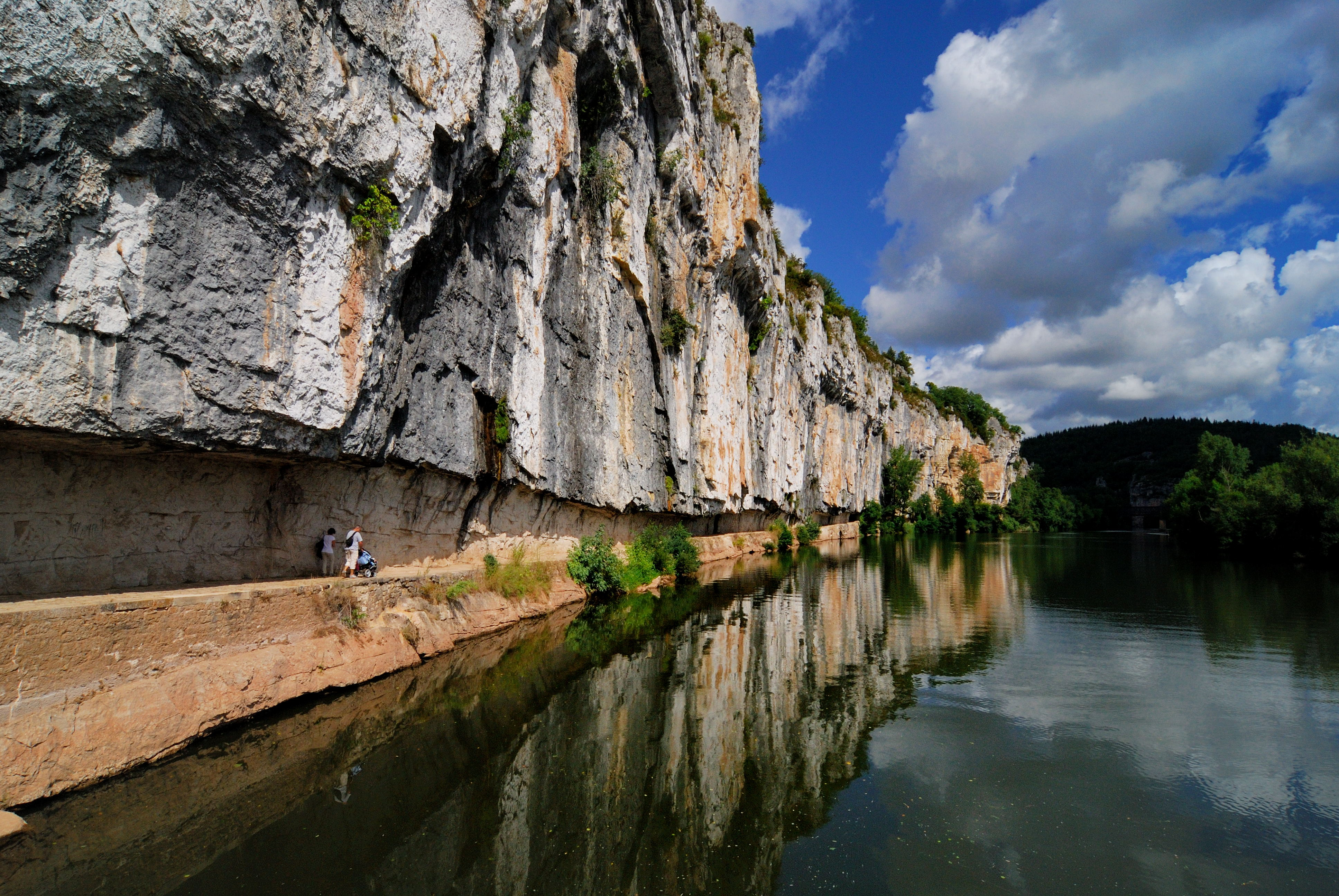
Potahová stezka vysekaná do skály na francouzské řece Lot

Potahová stezka je označení pro cestu po břehu řeky nebo vodního kanálu, po které byla vedena tažná zvířata táhnoucí loď.
Před vynálezem motoru bylo tažení poměrně běžný způsob pohonu lodí v místech, kde nebylo možné plachtit nebo se nechat řízeně unášet proudem. V některých případech také táhly loď skupiny lidí (například v Rusku takzvaní burlaci).
Po průmyslové revoluci se jednak výrazně oslabil význam vnitrozemské vodní dopravy, neboť velkou část nákladů převzala železnice, jednak se začaly objevovat lodě s vlastním motorem, které nepotřebovaly být taženy ze břehu. Potahové stezky tak ztratily význam, pro který byly budovány, nicméně jsou dnes často využívány jako pěší stezky nebo cyklostezky, případně v zimě i pro běžecké lyžování. Takové využití si obvykle žádá kromě údržby poměrně málo investic. Výjimkou jsou například místa, kdy cesta přechází na druhý břeh, ale schází most, protože v dobách každodenního fungování zde byl pro tažná zvířata přívoz.